# Atlasjapyx atlas
Atlasjapyx atlas (лат.) — вид крупных двухвосток (Diplura) из семейства япигиды. Эндемик Китая. Крыльев и глаз нет. Одни из крупнейших представителей двухвосток, достигающие в длину почти 6 см (38,32—58,55 мм; максимальная ширина тела — 5,72—8,64 мм). Усики состоят из 48—49 сегментов. Мандибулы с 4 зубцами. Голова, антенны, низ груди и брюшка — жёлтые, верх груди и I—VII абдоминальных сегментов — сероватые, X-й сегмент и церки — коричневые. Голова трапециевидная, сужается кпереди (длина — 3,76 мм, ширина — 3,87 мм). Длина пронотума — 1,70 мм (ширина — 2,47 мм). Обнаружены на высоте 2700 м в провинции Сычуань (Чаченг, на юге центральной части Китая). Близок к термитофильному виду Gigasjapyx termitophilous (род Gigasjapyx, подсемейство Gigasjapyginae).